# تجويع قطاع غزة

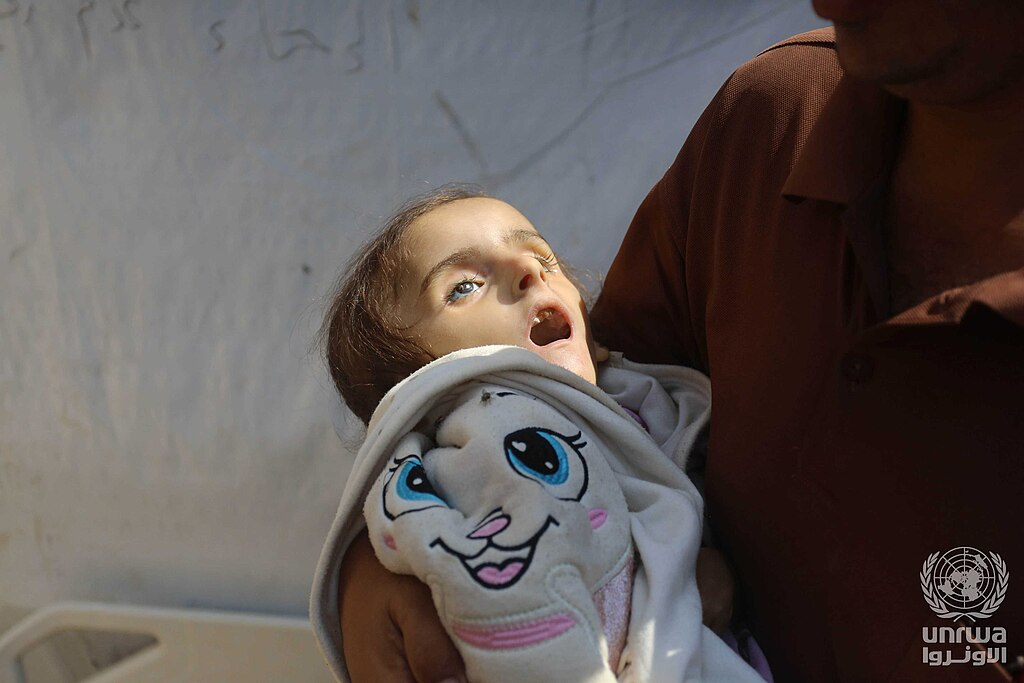
فتاة فلسطينية تبلغ من العمر 4 سنوات، فقدت حياتها بسبب سوء التغذية ونقص العلاج نتيجة الحرب على غزة.

جوّعت إسرائيل سكان قطاع غزة في إطار حربها على غزة اللاحقة لهجوم حماس في اكتوبر 2023، فبالإضافة إلى حصارها الشامل على غزة (2023 - 2024) وتعطيل دخول الإمدادات العاجلة، الذي أدى لندرة في المواد الأساسية - والذي كانت منظمة الغذاء العالمية حذرت منذ 2023 أن غزة على شفا المجاعة ومن أزمة إنسانية أوسع نطاقاً في القطاع وإشارة هيومان رايتس ووتش إلى أدلة إستخدام إسرائيل للتجويع كسلاح في حربها منذ 2023 - استهدف الطيران الإسرائيلي البنية التحتية للغذاء، مثل المخابز وطواحين الدقيق، بالإضافة إلى التدميرالإسرائيلي الممنهج للأراضي الزراعية.
وقد اتهمت منظمات حقوق الإنسان إسرائيل باستخدام التجويع كأسلوب من أساليب الحرب. كما زاد دخول عدد محدود من شاحنات المساعدات من حدة المجاعة، مما دفع الخبراء إلى وصفها بأنها واحدة من أسوأ حالات التجويع التي صنعها الإنسان في ما يقرب من قرن. ونتيجة للمجاعة، مات المدنيون الفلسطينيون أيضًا.
وذكرت شبكة "سي إن إن" أن الفلسطينيين كانوا يأكلون العشب للبقاء على قيد الحياة.

## شمال قطاع غزة
المجاعة في شمال قطاع غزة هي التي تصيب أكثر من 750 ألف فلسطيني يعيشون مجاعة حقيقية في محافظة شمال القطاع، بفعل الحرب الإسرائيلية على قطاع غزة والحصار وإغلاق المعابر، مما أدى إلى فقدان المواد الغذائية من الأسواق. وطالبت المنظمات الدولية السلطات الإسرائيلية والمصرية بالإسراع في فتح معبر رفح أمام المساعدات الإنسانية، لمواجهة أجواء المجاعة التي يمر بها القطاع، ذكر المكتب الإعلامي الحكومي في غزة أن محافظات شمال غزة بحاجة إلى ألف و300 شاحنة غذاء يوميا للخروج من حالة المجاعة.

### مظاهر المجاعة

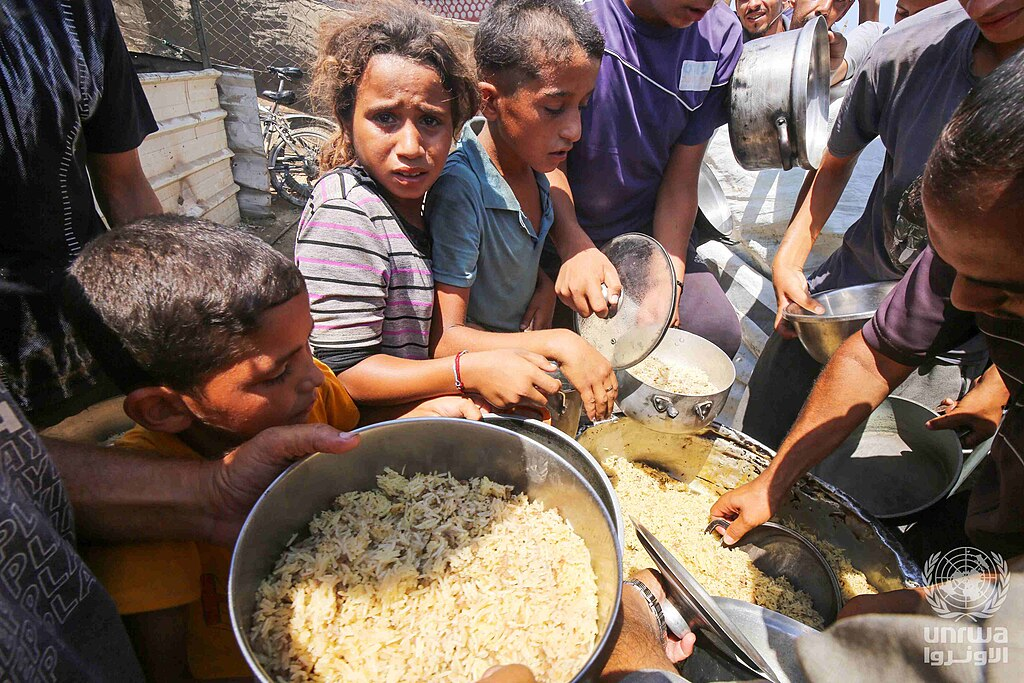
فلسطينيون نازحون في دير البلح يصطفون لتلقي الطعام المُقدم من قبل المؤسسات الخيرية.

مظاهر المجاعة بدأت عندما بدأت المعلبات التي اعتمد عليها أهالي القطاع في غذائهم منذ بدء العدوان تختفي من الأسواق، وتبعها دقيق القمح والأرز الذي خلت منه الأسواق، ليتجه الفلسطينيون إلى طحن حبوب الذرة والشعير المخصصة لصناعة أعلاف الحيوانات. ساعات طويلة ينتظر سكان شمال قطاع غزة وصول مساعدات إنسانية على ساحل البحر، مع إستمرار الحرب على القطاع والحصار الإسرائيلي، وسط إنعدام وشح في المواد الغذائية.

### تحذيرات
الأونروا وبرنامج الغذاء العالمي يحذران من المجاعة في غزة، أعلنت وكالة الأونروا أن 750 ألف شخص في قطاع غزة يواجهون جوعا كارثيا.

## الغذاء والماء

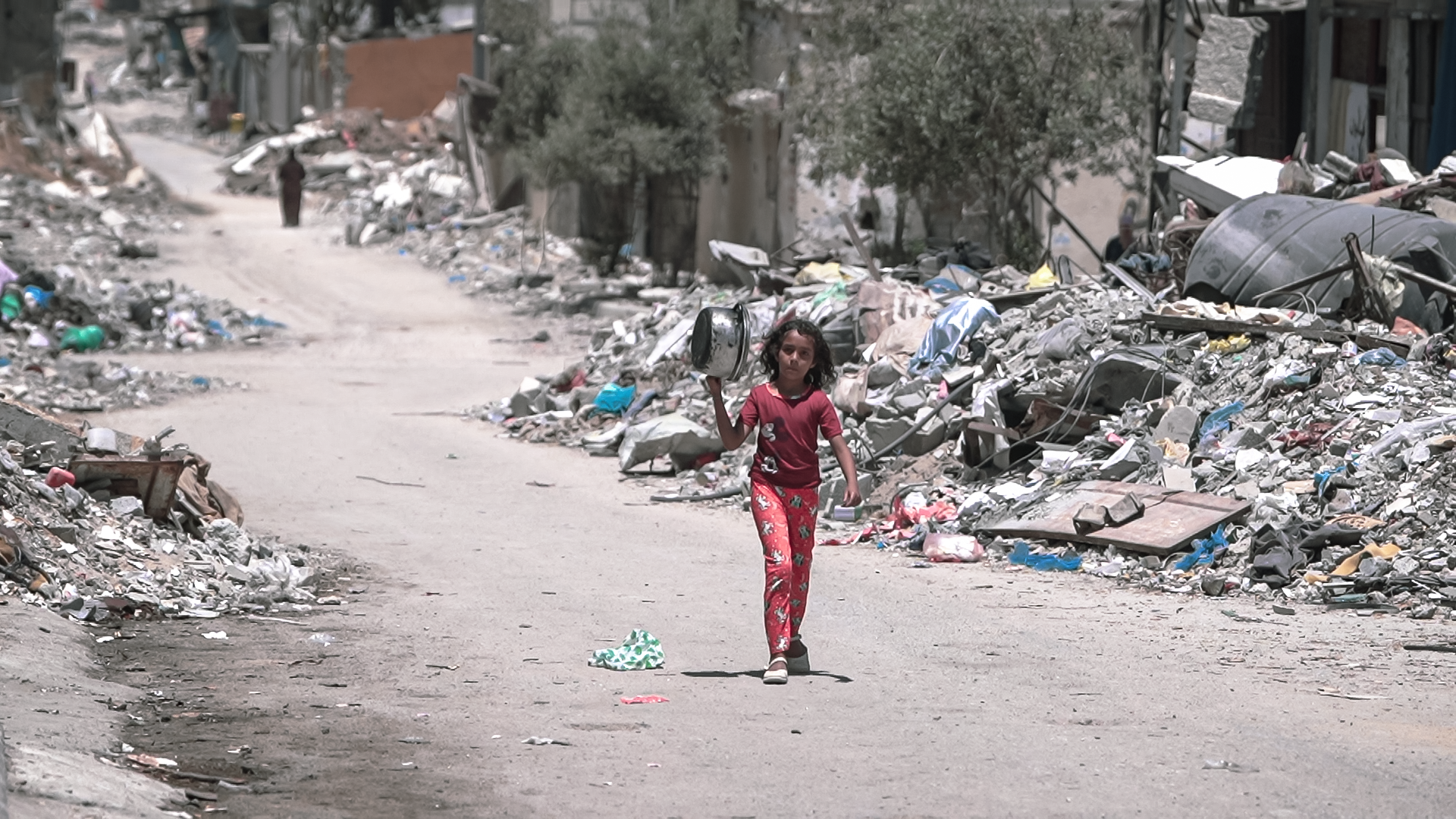
فتاة فلسطينية تمشي في شارع مدمر في غزة بحثًا عن الطعام.

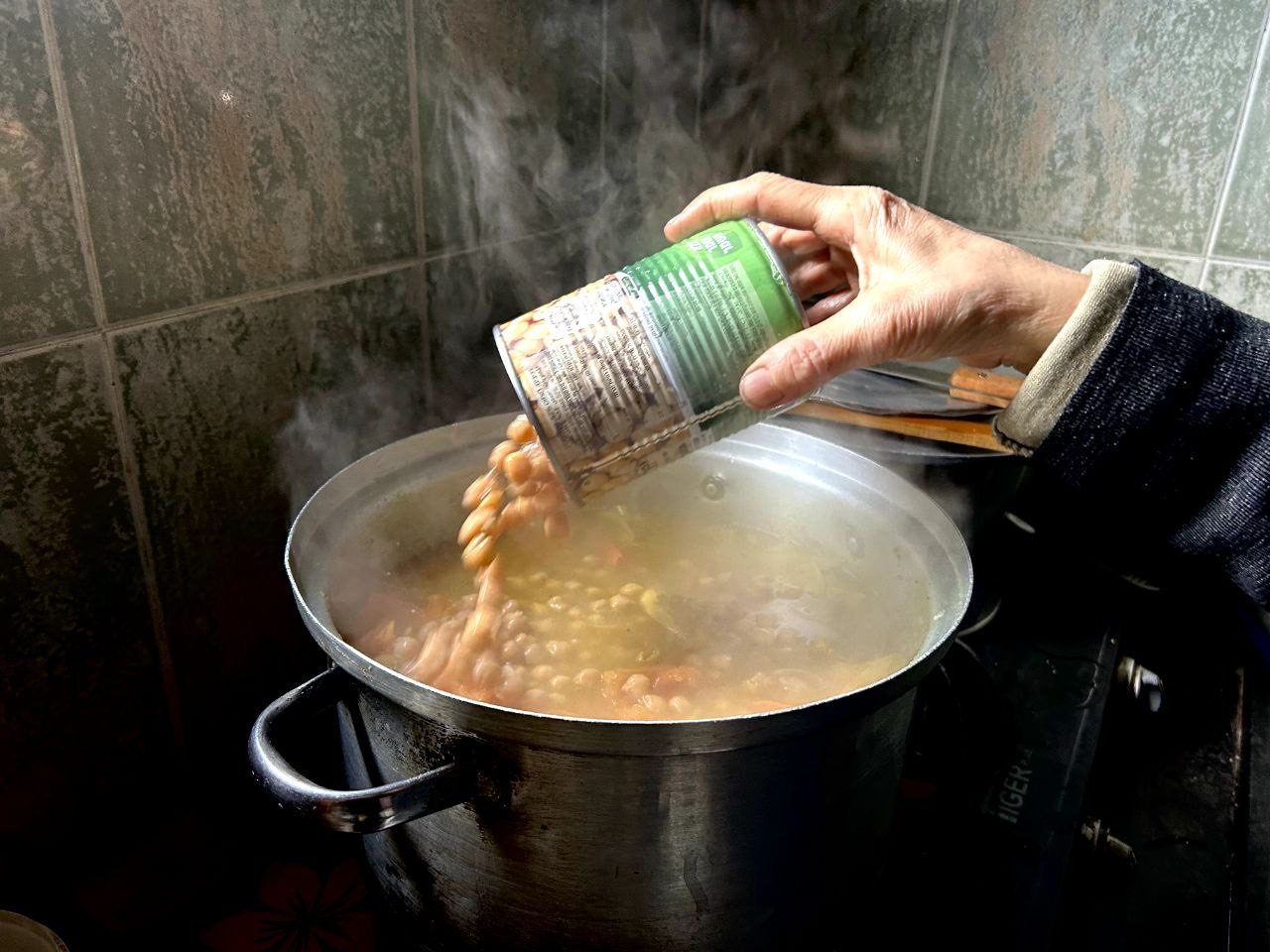
اللجوء إلى استخدام المعلبات خلال الحرب، نتيجة لاعتماد القطاع على الطعام المعلّب المقدم من التبرعات.

في 18 أكتوبر/تشرين الأول، صرحت علياء زكي، المتحدثة باسم برنامج الأغذية العالمي، أن "الناس معرضون لخطر المجاعة". وفي اليوم نفسه، دمرت غارة جوية إسرائيلية مخبزًا في مخيم النصيرات، مما أسفر عن مقتل أربعة من عمال المخبز. وفي 19 تشرين الأول/أكتوبر، أفادت التقارير أن عدة مخابز تعرضت لقصف جوي إسرائيلي، مما جعل من الصعب على السكان العثور على الطعام. وفي 21 أكتوبر/تشرين الأول، أصدرت الأمم المتحدة بياناً قالت فيه إن المخزونات الغذائية "قد استنفدت تقريباً". وصرحت سيندي ماكين، المدير التنفيذي لبرنامج الأغذية العالمي التابع للأمم المتحدة، أن الناس "يموتون جوعًا حرفيًا بينما نتحدث". بحلول 24 أكتوبر/تشرين الأول، أفادت التقارير أن العديد من المخابز قد أغلقت أبوابها، في حين أن تلك التي لا تزال مفتوحة لديها طوابير طويلة لساعات طويلة. في 27 أكتوبر، صرح متحدث باسم برنامج الأغذية العالمي بأن الغذاء والإمدادات الأساسية الأخرى "تنفد". وبحلول 28 أكتوبر/تشرين الأول، دمرت الغارات الجوية الإسرائيلية خمس مخابز في القطاع. وفي 1 تشرين الثاني/نوفمبر، قصفت إسرائيل أحد المخابز الأخيرة المتبقية في مدينة غزة. وفي 2 تشرين الثاني/نوفمبر، أعلن مكتب الأمم المتحدة لتنسيق الشؤون الإنسانية أن أكثر من نصف المخابز في غزة قد دمرت. وفي 3 تشرين الثاني/نوفمبر، ذكر مسؤولو الأمم المتحدة أن متوسط النظام الغذائي في غزة يتكون من قطعتين فقط من الخبز يوميًا. وفي 8 تشرين الثاني/نوفمبر، أفاد مكتب الأمم المتحدة لتنسيق الشؤون الإنسانية أن شمال غزة لم يعد به أي مخابز عاملة. وذكرت منظمة أكشن إيد أن أكثر من نصف مليون من سكان غزة يواجهون الموت جوعاً. وفي 11 نوفمبر، صرحت كورين فلايشر، المدير الإقليمي لبرنامج الأغذية العالمي في الشرق الأوسط، أن "مئات الأشخاص يصطفون لساعات كل يوم للحصول على حصص الخبز من المخابز"، ودفع الناس "إلى المجاعة". وصرحت سيندي ماكين في 17 نوفمبر/تشرين الثاني أن المدنيين يواجهون احتمالاً فورياً للمجاعة.
وفي 30 نوفمبر 2023 وصفت (أونروا)، منطقة شمال قطاع غزة بأنها "مدينة أشباح"، محذرة من أن السكان يقتربون من "مجاعة" إذا استمرت الأوضاع بهذا التدهور. وفي 9 ديسمبر 2023 قال برنامج الأغذية العالمي إنه أصبح من المستحيل إيصال المساعدات إلى الجياع في قطاع غزة مع تصعيد إسرائيل هجماتها. وفي 14 ديسمبر 2023، قالت (أونروا): إن الجوع ظهر خلال الأسابيع القليلة الماضية ونلتقي بالمزيد من الأشخاص الذين لم يأكلوا ليوم أو يومين أو ثلاثة أيام في غزة.
قبل الحرب، اشترت غزة حصة صغيرة من مياهها من إسرائيل (6% في عام 2021). وأدى الحصار الذي فرضته إسرائيل على خطوط أنابيب المياه إلى تفاقم مشاكل إمدادات المياه في قطاع غزة، الذي كان يعاني بالفعل من نقص شبه كامل في طبقات المياه الجوفية الصالحة للشرب. وفي 12 أكتوبر، قالت الأمم المتحدة إن الإجراءات الإسرائيلية تسببت في نقص المياه مما أثر على 650 ألف شخص. وفي 14 أكتوبر، أعلنت الأونروا أن غزة لم تعد تتمتع بمياه الشرب النظيفة، وأن مليوني شخص معرضون لخطر الموت.
وفي 15 تشرين الأول، وافقت إسرائيل على استئناف إمدادات المياه، ولكن في جنوب غزة فقط. ونظراً لأن مضخات المياه في غزة تحتاج إلى الكهرباء، فإن الاتفاق لم يضمن تجدد إمكانية الوصول إلى المياه. وفي 16 تشرين الأول، قال وزير الطاقة إسرائيل كاتس إن المياه متوفرة بالقرب من جنوب خان يونس، إلا أن وزارة الداخلية في غزة نفت ذلك. وفي الوقت نفسه، كان السكان يشربون مياه البحر والمياه قليلة الملوحة من آبار المزارع، مما أثار مخاوف من الأمراض المنقولة بالمياه. وبحلول 17 تشرين الأول، أعلنت الأمم المتحدة أن آخر محطة لتحلية مياه البحر في غزة قد أُغلقت. ذكرت صحيفة الغارديان أن المخاوف من تزايد عدد الأشخاص قد بدأوا يموتون بسبب الجفاف. وفي 18 تشرين الأول، أعلنت إسرائيل أنها لن تسمح بدخول الوقود إلى غزة. وذكرت الأونروا أن هناك حاجة للوقود لاستئناف عمليات ضخ المياه. وقام بعض سكان غزة بشراء المياه من بائعين قاموا بتنقية المياه باستخدام الألواح الشمسية. وفي 19 أكتوبر/تشرين الأول، أفادت الأمم المتحدة أن سكان غزة يعيشون على معدل يومي يبلغ ثلاثة لترات من الماء لكل فرد. وتوصي منظمة الصحة العالمية بشرب ما لا يقل عن 50 إلى 100 لتر يوميًا. وفي 22 تشرين الأول، ذكرت الأمم المتحدة أن سكان غزة لجأوا إلى شرب المياه الملوثة. وفي 25 أكتوبر/تشرين الأول، أعلنت منظمة أوكسفام أن المياه "نفدت فعلياً" من غزة. وفي 29 تشرين الأول، صرح مازن غنيم أنه سيتم تخفيف نقص المياه، حيث أعادت إسرائيل فتح خط أنابيب مياه ثانٍ.
وفي 3 تشرين الثاني، ذكرت الأمم المتحدة أن الكثيرين ما زالوا يعتمدون على "المياه الجوفية قليلة الملوحة أو المالحة". وفي 6 نوفمبر، ذكر مكتب تنسيق الشؤون الإنسانية أن استمرار نقص المياه يثير المخاوف من تعرض السكان للجفاف. وأعلنت الأونروا في 15 تشرين الثاني أنه بسبب نقص الوقود، فإن 70 بالمائة من سكان غزة لن يتمكنوا من الوصول إلى المياه النظيفة. وفي 17 تشرين الثاني، ذكرت منظمة أوكسفام أن إمدادات المياه في غزة بلغت سبعة عشر بالمائة من طاقتها قبل الحصار.
وفي 17 ديسمبر 2023، أكد رئيس المرصد الأورومتوسطي لحقوق الإنسان أن حالات وفاة الأطفال جوعاً تزداد داخل مدارس تابعة لـ"أونروا" بعد معاناتهم مضاعفات صحية نتيجة سوء التغذية. وفي 20 ديسمبر 2023، قالت منظمة الأمم المتحدة للطفولة "يونيسف"، إن الأطفال النازحين حديثا في جنوب قطاع غزة يحصلون على كميات من الماء أقل كثيرا من المطلوب للبقاء على قيد الحياة. وفي 21 ديسمبر 2023، قالت لجنة مدعومة من الأمم المتحدة إن كل سكان غزة وعددهم 2.3 مليون نسمة يواجهون مستويات أزمة جوع وخطر مجاعة يتزايد كل يوم. وفي 21 ديسمبر 2023، قال برنامج الأغذية العالمي إن أكثر من واحدة من بين كل أربع أُسر في غزة تعاني جوعاً شديداً، بينما يُحدق شبح المجاعة على القطاع ما لم تجرِ استعادة الوصول إلى الغذاء والمياه النظيفة والخدمات الصحية بشكل كافٍ. وفي 23 ديسمبر 2023، قالت اليونيسف إن 80% من أطفال غزة يعانون من فقر غذائي حاد. كما حذرت من أن خطر الموت من الجوع أصبح "حقيقيا" في القطاع. وفي25 ديسمبر 2023، قالت مؤسسة "أكشن إيد فلسطين" إن عشرات الآلاف من النساء الحوامل يعانين من الجوع الشديد بسبب الأزمة الغذائية المتصاعدة في غزة. وفي 26 ديسمبر 2023، طالبت الخارجية الفلسطينية، هيئة الأمم المتحدة، بالإعلان رسمياً عن أن قطاع غزة يعاني "مجاعة تهدد مواطنيه بالموت" بسبب "حرب الإبادة والحصار". وفي 26 ديسمبر 2023 أعلنت الأمم المتحدة تعيين الهولندية سيغريد كاج منسقة للإشراف على شحنات الإغاثة الإنسانية إلى غزة في إطار قرار اتخذه مجلس الأمن الدولي في 22 ديسمبر 2023 لزيادة المساعدات الإنسانية وأضافت الأمم المتحدة في بيانها: "ستعمل في هذا الدور على تيسير وتنسيق ومراقبة والتحقق من شحنات الإغاثة الإنسانية لغزة، كما أنها ستنشئ آلية لتسريع وصول المساعدات إلى غزة من خلال دول غير منخرطة في الصراع.
وفي 3 يناير 2024 صرح عارف حسين كبير الاقتصاديين في برنامج الأغذية العالمي أن 80 بالمائة من جميع الأشخاص في العالم الذين يعانون من المجاعة أو الجوع الكارثي موجودون في قطاع غزة. وفي 12 يناير 2024 قال ستيفان دوجاريك المتحدث باسم الأمين العام للأمم المتحدة "أخبرَنا زملاؤنا أنه في الفترة بين 1 و10 يناير لم تصل سوى 3 شحنات فقط من أصل 21 شحنة من المساعدات الإنسانية من غذاء ودواء ومياه وغيرها من السلع الحيوية إلى شمال وادي غزة. وفي 23 يناير 2024، قال برنامج الأغذية العالمي، إنه تمكن بصعوبة من تقديم مساعدات غذائية "ضئيلة جداً" إلى جنوب قطاع غزة منذ بداية الحرب في السابع من أكتوبر الماضي، وإن خطر حدوث مجاعة في مناطق قطاع غزة لا يزال قائماً.
وفي 1 فبراير 2024، صرحت وكالة غوث وتشغيل اللاجئين الفلسطينيين (الأونروا) إن الاحتياجات الإنسانية لأكثر من مليوني شخص في قطاع غزة تواجه خطر التفاقم، بعد قرار العديد من الدول تعليق دعمها. وفي 20 نوفمبر 2024، قال برنامج الأغذية العالمي التابع للأمم المتحدة، إنه أوقف مؤقتا تسليم المساعدات الغذائية إلى شمال غزة حتى تسمح الظروف في القطاع الفلسطيني بتوزيع آمن. كما نبه إلى أن عدداً أكبر من النازحين قد يواجهون الموت بسبب الجوع. وفي 25 فبراير 2024، حذّرت منظمة إنقاذ الطفولة (سايف ذا تشلدرن) الخيرية من أن "خطر المجاعة يُتوقع أن يتزايد طالما استمرت حكومة إسرائيل في عرقلة دخول المساعدات إلى غزة"، وكذلك الحصول على المياه والخدمات الصحية وغيرها. كما قال المفوض العام لوكالة الأمم المتحدة لغوث وتشغيل اللاجئين الفلسطينيين (أونروا)، فيليب لازاريني، إنه لا يزال من الممكن "تجنب" المجاعة في غزة إذا سمحت إسرائيل للوكالات الإنسانية بإدخال المزيد من المساعدات. وفي 27 فبراير 2024، شارك العاهل الأردني الملك عبد الله الثاني، في عمليات الإنزال الجوي التي نفذتها طائرات تابعة لسلاح الجو الملكي الأردني لتقديم المساعدات الإغاثية والغذائية إلى أهل قطاع غزة. وفي 29 فبراير 2024 نفذت طائرات نقل عسكري مصرية وإماراتية أول إسقاط جوي ليلي لعشرات الأطنان من المساعدات والمواد الإغاثية العاجلة على شمال قطاع غزة، وفق ما أعلنه المتحدث العسكري للقوات المسلحة المصرية. وفي 28 فبراير 2024، قال مسؤول كبير في مجال الإغاثة بالأمم المتحدة أمام مجلس الأمن الدولي إن ما لا يقل عن 576 ألف شخص في قطاع غزة يمثلون ربع السكان أصبحوا على بعد خطوة واحدة من المجاعة، وأكد أن حدوث مجاعة على نطاق واسع "أمر شبه حتمي" ما لم يتم اتخاذ إجراء.
وفي 2 مارس 2024، أعلنت منظمة الصحة العالمية تسجيل 10 أطفال "ماتوا جوعا" في قطاع غزة، مشيرة إلى توقعات بأن يكون العدد الحقيقي للوفيات بسبب نقص الغذاء أعلى من ذلك. وفي 3 مارس 2024، أعلنت وزارة الصحة في قطاع غزة، وفاة 15 طفلا نتيجة سوء التغذية والجفاف، خلال الأيام الماضية، في مستشفى كمال عدوان. وفي 16 مارس 2024 حذرت وكالة الأونروا من أن المجاعة تلوح في الأفق في قطاع غزة مؤكدة أن طفلا من كل 3 أطفال دون السنتين في شمال القطاع يعاني من سوء التغذية الذي ينتشر بسرعة بين الأطفال ويصل إلى مستويات غير مسبوقة. وفي 18 مارس 2024 قالت وكالة الغذاء التابعة للأمم المتحدة إن "المجاعة وشيكة" في شمال غزة حيث يواجه ما يقدر بنحو 70 بالمئة من السكان جوعا كارثيا، كما أصدر برنامج الأغذية العالمي أحدث نتائج التصنيف المرحلي المتكامل للأمن الغذائي، مؤكدا أن عدد الأشخاص الذين يواجهون مستوى كارثي من الجوع في جميع أنحاء قطاع غزة ارتفع إلى 1.1 مليون، بما يمثل حوالي نصف السكان. بدوره قال جوزيب بوريل، مسؤول الشؤون الخارجية في الاتحاد الأوروبي، إن الحرب الإسرائيلية في غزة حوّلت القطاع إلى "مقبرة مفتوحة"، وأكد أن الآلاف من سكان غزة يعيشون في حالة مجاعة رغم أن عشرات الشاحنات من المساعدات متوقفة على الحدود مع القطاع، متهما إسرائيل باستخدام المجاعة "سلاح حرب" عبر عدم السماح لشاحنات المساعدات بدخول القطاع. من جهتها اتهمت منظمة أوكسفام غير الحكومية إسرائيل بـ"تعمد" منع إدخال المساعدات الإنسانية إلى غزة، بما في ذلك المواد الغذائية والمعدات الطبية، مؤكدة أن "الظروف التي شهدها قطاع غزة أسوأ من كونها كارثية، في وقت بات القطاع على شفا مجاعة". من جهته قال فيليب لازاريني، المفوض العام لوكالة الأونروا، إن الجوع في قطاع غزة من صنْع الإنسان وأن الوكالة في سباق مع الزمن لوضع حد للجوع المتفاقم ووقف المجاعة التي تلوح في الأفق في القطاع.
وفي 19 مارس 2024 قال فولكر تورك، مفوض الأمم المتحدة السامي لحقوق الإنسان، إن القيود التي تفرضها إسرائيل على دخول المساعدات الإنسانية إلى قطاع غزة ترقى إلى مستوى التجويع وهو ما يعد جريمة حرب. وأوضح تصنيف أممي عن معدلات الجوع عالمياً أن النقص الشديد في الغذاء ببعض أنحاء قطاع غزة "تجاوز مستويات المجاعة"، وأن الموت الجماعي "أصبح وشيكاً" ما لم يُبرم اتفاق لوقف إطلاق النار، والسماح بتدفق المواد الغذائية إلى المناطق المعزولة بسبب القتال. وأعرب البيت الأبيض عن قلقه بعد تحذير الأمم المتحدة من مجاعة وشيكة في غزة، داعيا إسرائيل إلى السماح بوصول مساعدات الإغاثة إلى القطاع دون عراقيل. وفي 20 مارس 2024 قالت ناليدي باندور، وزيرة خارجية جنوب إفريقيا، في ندوة مؤسسة كارنيجي للسلام الدولي، بواشنطن، إن إسرائيل تتحدى قرار محكمة العدل الدولية وتتجاهل تماماً الإجراءات المؤقتة لمنع الإبادة الجماعية في قطاع غزة، مؤكدة أن ما نشهد حالياً أمام أعيننا يمثل حملة تجويع جماعي ومجاعة. وفي 21 مارس 2024 أكد تيدروس جيبريسوس المدير العام لمنظمة الصحة العالمية، أن زيادة إنفاذ المساعدات عبر المعابر البرية إلى غزة هو الحل الوحيد الذي يمكن أن يساعد في الحيلولة دون وقوع مجاعة في القطاع. وفي 21 مارس 2024، وبمناسبة اليوم العالمي للمياه، أعلن الجهاز المركزي للإحصاء وسلطة المياه في فلسطين، أن قطاع غزة يعاني أزمة حادة في الحصول على المياه في ظل العدوان الإسرائيلي المستمر، فكل مواطن بالقطاع بالكاد يحصل على ما بين 3 و15 لتراً من المياه يومياً وهو أقل من الحد الأدنى للبقاء على الحياة.
وفي 22 مارس 2024 أكد جوزيب بوريل مسؤول السياسة الخارجية بالاتحاد الأوروبي، على أهمية الدور الذي تلعبة الأونروا مؤكدا أنه لا يمكن الاستغناء عنه باعتبارها شريان الحياة للمدنيين المحاصرين في قطاع غزة كما توفر الدعم الضروري للفلسطينيين في المنطقة بأكملها. وفي 24 مارس 2024 حثّ الأمين العام للأمم المتحدة أنطونيو جوتيريش، في مؤتمر صحفي في القاهرة، إسرائيل على إزالة ما يتبقى من عقبات أمام دخول المساعدات إلى الفلسطينيين في قطاع غزة، مشدداً على أن الطريق البري هو الأكثر فاعلية وكفاءة في نقل البضائع الثقيلة، مطالبا بوقف فوري لإطلاق النار لأسباب إنسانية. قال فيليب لازاريني، المفوض العام للأونروا إنه اعتبارا من اليوم أصبحت الأونروا، شريان الحياة الرئيسي للاجئي فلسطين، محرومة من تقديم المساعدة المنقذة للحياة إلى شمال غزة. أدانت وزارة الخارجية الفلسطينية قرار إسرائيل منع الأونروا من إدخال مساعدات لشمال غزة، وقالت إن من شأنه أن يعمق المجاعة وجرائم القتل بالتجويع والتعطيش. وفي 25 مارس 2024 قال عدنان أبو حسنة، الناطق باسم وكالة الأونروا، إن قرار إسرائيل منع إدخال المساعدات إلى شمال غزة خطير وسيزيد ويعمق المجاعة كما أنه سيعجل من تدهور الوضع الإنساني. ودعا تيدروس أدهانوم غيبريسوس مدير منظمة الصحة العالمية، إسرائيل للتراجع فورا عن قرارها بمنع الأونروا من دخول شمال القطاع، مؤكدا أن القرار بمثابة قتل للأشخاص الذين يتضورون جوعا. وفي 25 مارس 2024 قالت كاثرين راسل، مديرة منظمة الأمم المتحدة للطفولة "يونيسف"، عبر منصة "إكس"، إن المجاعة وشيكة في شمال غزة وأن الأطفال يموتون بسبب سوء التغذية والجفاف، مؤكدة أن أرواح الأطفال وصحتهم في غزة "أصبحت على المحك". وفي 26 مارس 2024، دعا ينس لايركه المتحدث باسم الأمم المتحدة لتنسيق الشؤون الإنسانية، إسرائيل إلى إلغاء قرارها بمنع وصول المساعدات الغذائية لشمال غزة من "الأونروا"، مؤكدا أن الناس هناك يواجهون "الموت القاسي بسبب المجاعة".
وفي 26 مارس قالت أنالينا بيربوك، وزيرة الخارجية الألمانية، خلال زيارة إلى تل أبيب، إن الوضع في غزة جحيم للمدنيين الذين يجدون صعوبة في تلبية احتياجاتهم اليومية، مطالبة بأن تكون المنظمات الدولية قادرة على تقديم المساعدات الحيوية دون عوائق. وقال وزير الدفاع الأميركي لويد أوستن في اجتماع مع نظيره الإسرائيلي يوآف جالانت إن حماية الفلسطينيين من الأذى "أمر أخلاقي واستراتيجي"، واصفاً الوضع في غزة بأنه "كارثة إنسانية". وفي 28 مارس 2024 قالت مجلة "إيكونوميست" البريطانية إن قطاع غزة "على شفا مجاعة بسبب القيود التي تفرضها إسرائيل على دخول الأغذية وانقطاع توزيعها، مشددة على أن أسرع طريقة لمنع هذه الإشكالية هي وقف مؤقت لإطلاق النار. وحذر برنامج الأغذية العالمي من مجاعة وشيكة في شمال غزة مع استمرار إسرائيل منع وصول قوافل المساعدات، لافتا إلى أن واحدا من كل ثلاثة أطفال دون سن الثانية يواجهون سوء التغذية الحاد. وفي 28 مارس 2024 أمر قضاة محكمة العدل الدولية بالإجماع إسرائيل باتخاذ كل الإجراءات الضرورية والفاعلة لضمان دخول إمدادات الغذاء الأساسية لسكان غزة دون تأخير، وقالت القضاة إن الفلسطينيين في غزة يواجهون ظروف حياة صعبة في ظل انتشار المجاعة التي ظهرت بالفعل في القطاع. وفي 29 مارس 2024 دعا فيليب لازاريني المفوض العام للأونروا، إلى ضرورة ممارسة المزيد من الضغوط الدولية على إسرائيل لتنفيذ أمر محكمة العدل الدولية باتخاذ جميع الإجراءات اللازمة لضمان وصول المساعدات الأساسية وقوافل الأغذية إلى سكان قطاع غزة لمنع حدوث مجاعة. وفي 29 مارس 2024 حذر مسؤول وزارة الخارجية الأميركية لـ"رويترز" من خطر وجود المجاعة في شمال قطاع غزة مؤكدا أن خطرها أيضا يمتد إلى جنوب ووسط القطاع، مشددا على ضرورة إدخال البضائع والأغذية على نطاق واسع خاصة إلى مناطق الشمال. وأعلن حسام أبو صفية مدير مستشفى كمال عدوان في شمال غزة، عن تسجيل 23 حالة وفاة نتيجة الجوع في شمال القطاع، وحذر من تزايد أعداد الوفيات بسبب سوء التغذية والمجاعة ما لم يُسمح بإدخال الغذاء والمستلزمات الطبية في أسرع وقت. وفي 29 مارس 2024 صرح مسؤول بالرئاسة الفرنسية بأن سلاحي الجو الفرنسي والأردني أسقطا سبعة أطنان من المساعدات الإنسانية والطبية العاجلة على مستشفى ميداني أنشئ في خان يونس.
وفي 1 أبريل 2024 كشفت صحيفة "الغارديان" البريطانية أن إسرائيل قدمت اقتراحا للأمم المتحدة بتفكيك وكالة الأونروا في الأراضي الفلسطينية، ونقل موظفيها إلى وكالة بديلة لتوصيل كميات كبيرة من المواد الغذائية إلى قطاع غزة. وفي 6 أبريل 2024 قال مارتن جريفيث وكيل الأمين العام للأمم المتحدة للشؤون الإنسانية ومنسق الإغاثة في حالات الطوارئ، إن المجاعة باتت وشيكة في قطاع غزة الذي وصل لمرحلة مروعة بعد 6 أشهر من حرب جلبت الموت والدمار. وفي 9 أبريل 2024 قالت منظمة هيومن رايتس ووتش إن استخدام إسرائيل التجويع كسلاح في قطاع غزة يمثل "جريمة حرب" وأكدت أن تأثير التجويع على سكان غزة يتفاقم بسبب "الانهيار شبه الكامل لنظام الرعاية الصحية". وفي 11 أبريل 2024 قالت المتحدثة باسم منظمة الأمم المتحدة للطفولة "يونيسف"، إن سكان شمال غزة يعتمدون بشكل كبير على العشب للبقاء على قيد الحياة مؤكدة أن الفرصة ما زالت قائمة لمنع المجاعة في قطاع غزة إذا ما تم غمره بالمساعدات. وفي 17 أبريل 2024 أكد آندريا دي دومينيكو رئيس مكتب الأمم المتحدة لتنسيق الشؤون الإنسانية في الأراضي الفلسطينية المحتلة، أن المنظمة لا تزال تسعى جاهدة لمنع حدوث مجاعة في غزة، موضحا أن هناك صعوبات كبيرة تواجه توصيل المساعدات داخل القطاع حيث تم رفض 41% من الطلبات التي قدمتها الأمم المتحدة لتوصيل المساعدات لشمال غزة خلال الأسبوع الماضي. وأعلنت الأمم المتحدة توجيه نداء للجهات المناحة لتوفير تمويل بقيمة 2.8 مليار دولار لمساعدة أكثر من 3 ملايين شخص في قطاع غزة والضفة الغربية حتى نهاية العام في تخفيف نقص الغذاء ودرء خطر المجاعة في غزة. وفي 18 أبريل 2024 حذر فيليب لازاريني المفوض العام للأونروا، أمام مجلس الأمن الدولي، من الرضوخ لطلب إسرائيل بحل الوكالة الأممية، مؤكدا أن ذلك من شأنه أن يفاقم المجاعة في قطاع غزة. وفي 19 أبريل 2024 قال رئيس المكتب الإعلامي الحكومي في غزة إن القطاع يواجه "كارثة" بيئية، بسبب انقطاع المياه وتوقف عمل جميع الآبار لنفاد الوقود. وفي 24 أبريل 2024 قالت كورين فليشر المديرة الإقليمية لبرنامج الأغذية العالمي للشرق الأوسط وشمال إفريقيا، إن المجاعة صارت على الأبواب لاسيما شمالي قطاع غزة. وقال ديفيد ساترفيلد المبعوث الأميركي الخاص للقضايا الإنسانية في الشرق الأوسط، إن خطر المجاعة "شديد جداً" في غزة خصوصاً في شمال القطاع، مطالباً إسرائيل ببذل كل ما في وسعها لتجنب المجاعة. وفي 25 أبريل 2024 أطلقت وكالة الأونروا نداء لجمع 1.21 مليار دولار للتعامل مع الأزمة الإنسانية غير المسبوقة في قطاع غزة والاستجابة للاحتياجات في الضفة الغربية. وفي 25 أبريل 2024  حمّلت منظمة "بتسليم" الإسرائيلية المعنية بحقوق الإنسان، إسرائيل مسؤولية ما وصفته بـ"جريمة التجويع" في غزة، وأشارت في وثيقة بعنوان "عار التجويع: إسرائيل مسؤولة عن جريمة التجويع في قطاع غزة" إلى أن الإجراءات التي تتخذها حكومة نتنياهو "زائفة" وغير كافية لمواجهة الأزمة الإنسانية المتفاقمة في القطاع. وقال كارل سكاو نائب المدير التنفيذي لبرنامج الأغذية العالمي التابع للأمم المتحدة، إن شمال قطاع غزة ما زال يتجه نحو المجاعة، مطالباً إسرائيل بالسماح بدخول كميات أكبر وأكثر تنوعاً من المساعدات الإنسانية. وفي 29 أبريل 2024 أعلنت مؤسسة "وورلد سنترال كيتشن" الإغاثية الخيرية، أنها قررت استئناف عملياتها في قطاع غزة بعد شهر من وقفها بسبب مقتل 7 من موظفيها في غارة جوية إسرائيلية. وفي 29 أبريل 2024 حذّر الأمير فيصل بن فرحان وزير الخارجية السعودي، من أن المجاعة باتت "واقعاً" يعيشه الفلسطينيون في قطاع غزة، وأن أي اجتياح إسرائيلي مُحتمل لرفح سيؤدي إلى كارثة إنسانية.
وفي 1مايو 2024 صرحت وزارة الخارجية وشؤون المغتربين الأردنية أن مستوطنين إسرائيليين متطرفين اعتدوا على قافلتي مساعدات أردنية في طريقهما إلى قطاع غزة كانت تحملان الغذاء والطحين ومساعدات إنسانية أخرى. وفي 4 مايو 2024 قالت سيندي ماكين المديرة التنفيذية لبرنامج الأغذية العالمي، إن شمال غزة يعاني من مجاعة كاملة وهذه المجاعة تتجه نحو جنوب القطاع. وفي 7 مايو 2024 حذرت "الأونروا" من استمرار توقف دخول المساعدات الإنسانية إلى غزة، عبر معبر رفح الحدودي بعدما أعلنت القوات الإسرائيلية سيطرتها عليه، محذرة من أن "الجوع الكارثي" الذي يواجهه الفلسطينيين لا سيما في شمال القطاع سيزداد سوءا إذا انقطعت طرق الإمداد. وفي 9 مايو 2024 قال مارتن جريفيث وكيل الأمين العام للأمم المتحدة للشؤون الإنسانية ومنسق الإغاثة في حالات الطوارئ، إن المدنيين في غزة يتعرضون للتجويع والقتل وأن المنظمات الأممية ممنوعة من مساعدتهم بسبب غلق المعابر الرئيسية. وفي10  مايو 2024 توقعت منظمة اليونيسف في غزة نفاد المخزونات الغذائية في جنوب القطاع خلال أيام، مشددة على ضرورة الحيلولة دون وفيات الأطفال. وفي11  مايو 2024 حذر برنامج الأغذية العالمي من توقف عملياته في غزة بينما ينفد الغذاء من السكان، مشيرا إلى إن المساعدات لم تصل إلى القطاع  من المعابر الجنوبية منذ ثلاثة أيام. وفي 13 مايو 2024 قام متظاهرون من حركة "تساف 9" الإسرائيلية بتعطيل شاحنات مساعدات قرب حاجز ترقوميا بالقرب من الخليل جنوب الضفة الغربية، حيث كانت تلك الشاحنات متجهة لغزة. وفي 17 مايو 2024 أجرت "اندبندنت" تحقيقا صحفيا شمل وثائق مسربة وشهادات مسؤولين سابقين وحاليين، كشف في طياته إدانة كبيرة للرئيس الأميركي جو بايدن وإدارته، لتواطئهم في السماح بتفشي كارثة المجاعة في قطاع غزة من خلال عدم اتخاذهم التدابير الكافية بعد تلقيهم تحذيرات متتالية من خبرائهم ومنظمات الإغاثة التابعة لهم. وفي 21 مايو 2024 قالت إيديم وسورنو المسؤولة في جهود الإغاثة بالأمم المتحدة، إنه لا يوجد ما يكفي من الإمدادات والوقود لتوفير أي مستوى معقول من الدعم لشعب غزة، مضفية: "لم تعد لدينا كلمات لوصف ما يحدث في غزة. وصفنا ذلك بأنه كارثة، وكابوس، وجحيم على الأرض. إنه كل هذا، بل وأسوأ". وقالت وكالة الأونروا إن توزيع الطعام في مدينة رفح جنوبي غزة معلق حالياً بسبب نقص الإمدادات وغياب الأمن. ودعا تيدروس أدهانوم جيبريسوس المدير العام لمنظمة الصحة العالمية، إسرائيل إلى رفع الحصار والسماح بمرور المساعدات إلى غزة في الوقت الذي يواجه فيه السكان هناك المجاعة. وفي 29 مايو 2024 حذرت منظمة العمل ضد الجوع من أن الأزمة الإنسانية في القطاع تتصاعد بمعدل سريع، محذرة من نفاد الغذاء في غزة وأنه بحلول اللحظة التي يُعلن فيها عن حدوث مجاعة سيكون الأوان قد فات بالفعل.
وفي 4 يونيو 2024 قالت حنان بلخي المديرة الإقليمية لمنظمة الصحة العالمية لمنطقة شرق البحر المتوسط، إن بعض سكان غزة يضطرون إلى شرب مياه الصرف الصحي وتناول علف الحيوانات والأطفال بالكاد يحصلون على الطعام، بينما الشاحنات تقف خارج رفح. وفي 5 يونيو 2024 توقع تقرير صادر عن منظمة الأغذية والزراعة (الفاو) بالاشتراك مع برنامج الأغذية العالمي أن يواجه أكثر من مليون شخص في غزة الموت والجوع بحلول منتصف يوليو إذا لم تتوقف الحرب. وفي 13 يونيو 2024 أفادت وكالة الأونروا بأن "أطفال غزة يبحثون في القمامة يومياً عن الطعام" لافتة إلى أن أكثر من 330 ألف طن من النفايات تتراكم في مناطق القطاع ما يشكل مخاطر بيئية وصحية كارثية. وفي 12 يونيو 2024 حذر تيدروس أدهانوم جيبريسوس مدير منظمة الصحة العالمية، من أن نسبة كبيرة من سكان غزة يواجهون "جوعاً كارثياً وظروفاً شبيهة بالمجاعة". وفي 14 يونيو قال كارل سكاو، نائب المديرة التنفيذية لبرنامج الأغذية العالمي التابع للأمم المتحدة، إن إمدادات الغذاء لجنوب قطاع غزة معرضة للخطر بعد أن وسعت إسرائيل نطاق عملياتها العسكرية، مضيفا أن الوضع يتدهور في جنوب غزة وذلك مع تفاقم حدة الجوع وخطر المجاعة في شمال القطاع. وفي 18 يونيو 2024 حذّر المكتب الإعلامي الحكومي في قطاع غزة من أن القطاع يتجه إلى المجاعة بشكل متسارع، متهما إسرائيل والولايات المتحدة بمنع وصول المساعدات والبضائع إلى سكان قطاع غزة، داعياً إلى تدخل دولي فوري لوقف هذه "الجريمة".
وفي 9 يوليو 2024 اتهم خبراء حقوقيون في الأمم المتحدة، إسرائيل بشن "حملة تجويع متعمدة وموجهة" أسفرت عن زيادة ملحوظة في وفيات الأطفال بقطاع غزة.